# Palystes leppanae
Palystes leppanae är en spindelart som beskrevs av Pocock 1902. Palystes leppanae ingår i släktet Palystes och familjen jättekrabbspindlar. Inga underarter finns listade i Catalogue of Life.